# 34372 Bentleysiems
34372 Bentleysiems è un asteroide della fascia principale. Scoperto nel 2000, presenta un'orbita caratterizzata da un semiasse maggiore pari a 2,5869186 au e da un'eccentricità di 0,1121105, inclinata di 8,05818° rispetto all'eclittica.